# Đảng Cộng sản Ukraina (Liên Xô)
Đảng Cộng sản Ukraina (tiếng Ukraina: Комуністична Партія України Komunistychna Partiya Ukrayiny, КУУ, KPU; tiếng Nga: Коммунистическая партия Украины; hay CPU) là đảng chính trị sáng lập và đồng thời là đảng cầm quyền của nước Cộng hòa Xã hội chủ nghĩa Xô viết Ukraina và hoạt động như một đảng trực thuộc cấp cộng hòa (cộng hòa liên bang) của Đảng Cộng sản Liên Xô (CPSU). CPU là đảng cầm quyền duy nhất được thành lập vào năm 1918 với tư cách là Đảng Cộng sản (Bolshevik) Ukraina cho đến năm 1952, khi được đổi thành Đảng Cộng sản Ukraina. Đảng chính trị này đã giải thể vào ngày 26 tháng 8 năm 1991 sau Cuộc đảo chính Xô viết năm 1991 ở Moskva.
CPU được tổ chức trên nguyên tắc tập trung dân chủ, một nguyên tắc được Lãnh đạo Đảng Cộng sản Liên Xô Vladimir Lenin nghĩ ra, đòi hỏi tự do trong thảo luận nhưng thống nhất trong hành động. Cơ quan cao nhất của CPU là Đại hội Đảng, được triệu tập mỗi lần sau 5 năm. Khi Đại hội Đảng không nhóm họp thì Ủy ban Trung ương là cơ quan cao nhất, nhưng vì Ủy ban Trung ương họp hai lần mỗi năm, nên hầu hết các nhiệm vụ và trách nhiệm đã được trao cho Bộ Chính trị. Nhà lãnh đạo đảng giữ văn phòng của Bí thư thứ nhất, từng là người đứng đầu chính phủ.
Giống như tất cả các đảng cộng hòa khác của Đảng Cộng sản Liên Xô, CPU tuân thủ theo Chủ nghĩa Marx–Lenin dựa trên các học thuyết của Vladimir Lenin và Karl Marx, và được chính thức hóa dưới thời Joseph Stalin. Đảng đã theo đuổi chủ nghĩa xã hội nhà nước, theo đó tất cả các ngành công nghiệp sẽ được quốc hữu hóa với một nền kinh tế kế hoạch. Trước khi nền kế hoạch tập trung được thông qua vào năm 1929, Lenin đã áp dụng một nền kinh tế hỗn hợp, thường được gọi là Chính sách kinh tế mới vào những năm 1920, cho phép đưa ra một số yếu tố tư bản nhất định trong nền kinh tế Liên Xô.

## Trụ sở chính của đảng
| Năm         | hình chụp | Xây dựng                             | Nhận xét |
| ----------- | --------- | ------------------------------------ | -------- |
| 1922 – 1934 |           | Tòa nhà Noble Assembly, Kharkov      |          |
| 1934 – 1938 |           | Tòa nhà Ukraine, Kiev                |          |
| 1938 – 1941 |           | Tòa nhà Bộ Ngoại giao, Kiev          |          |
| 1943 – 1991 |           | Tòa nhà hành chính tổng thống (Kiev) |          |

## Tạp chí của đảng

### Báo trung ương
- Pravda Ukrainy (Sovetskaya Ukraina 1938–1943, Pravda Ukrainy 1944–1991), báo tiếng Nga
- Radyanska Ukrayina (Kommunist 1918–1926, Komunist 1926–1943, Radyanska Ukrayina 1944–1991), báo tiếng Ukraina
- Silski Visti (1920–1991)
- Ukrayina Moloda (1991)

### Báo khu vực
- Bilshovyk Poltavshchyny (1917-1941)